# Piatidorojnoïe
Piatidorojnoïe (jusqu'en 1946: Bladiau) est un village de l'oblast de Kaliningrad (Russie baltique) du raïon de Bagrationovsk (anciennement Eylau) qui se situe à 11 km au nord-est de Mamonovo (anciennement Heiligenbeil) et à 9 km au sud-ouest de Ladouchkine (anciennement Ludwigsort) à 6 km de la côte de la lagune de la Vistule et à 15 km de la frontière russo-polonaise. Depuis 2008, Piatidorojnoïe appartient avec vingt-quatre petits villages à la commune de Pogranitchnoïe (de) (anciennement Hermsdorf).

## Historique
Le village a été fondé sous le nom de Bladiau en 1337, à l'époque des chevaliers teutoniques. Il appartenait, jusqu'en 1945, à l'arrondissement d'Heiligenbeil dans le district de Königsberg en province de Prusse-Orientale. Les paroisses de Bladiau et de Lank ont formé un nouveau regroupement territorial (Amtsbezirk) de Bladiau, jusqu'en 1945. Le village de Quilitten a fusionné avec Bladiau en 1932.
Lorsque l'Armée rouge a envahi la région en 1945 et que la Prusse-Orientale a disparu par la suite, Bladiau s'est appelée Piatidorojnoïe (Village des cinq routes, c'est-à-dire Mamonovo ex-Heiligenbeil, Znamenka ex-Groß Hoppenbruch, Primorskoïe-Novoïe ex-Wolittnick, Ladouchkine ex-Ludwigsort, et Novosiolovo (de) ex-Groß Rödersdorf), en 1946 et sa population expulsée pour la remplacer par des Soviétiques. C'était un soviet de villages regroupant Kountsevo (ex-Weßlienen), Lozovoïe (ex-Kahlholz), Moskovskoïe (ex-Partheinen et Mükühnen), Novosiolovo (ex-Groß Rödersdorf), Primorskoïe-Novoïe (ex-Wolittnick), Rybakovo (ex-Follendorf), Joukovka (ex-Quilliten et Königsdorf), Znamenka (ex-Groß Hoppenbruch), Timiriazevo (ex-Rauschnick), Tropinino (ex-Heide et Fedderau), Outkino (ex-Wolitta) et Vessioloïe, aujourd'hui disparu.

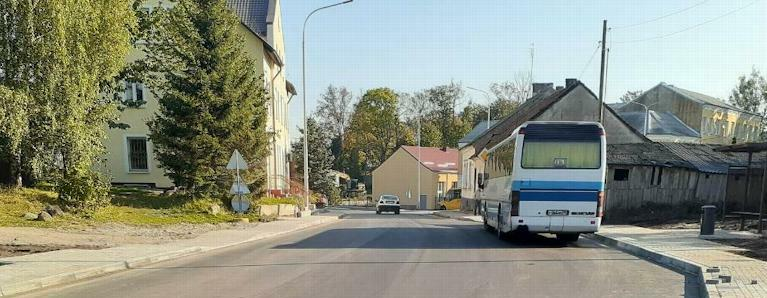
Rue principale de Piatidorojnoïe.

## Démographie
Recensements et estimations de la population,:
| 1885  | 1910  | 1933  | 1939  | 2002* |
| ----- | ----- | ----- | ----- | ----- |
| 1 465 | 1 234 | 1 228 | 1 217 | 827   |

| 2010* | - | - | - | - |
| ----- | - | - | - | - |
| 790   | - | - | - | - |